# Маунт-Вернон (Нью-Йорк)
Ма́унт-Ве́рнон (англ. Mount Vernon) — город в округе Уэстчестер, штат Нью-Йорк, США. Расположен на реке Бронкс. Северный жилой пригород Нью-Йорка.

## История
Город основан в 1851 году на окраине старинного города Истчестер. Получил название в честь Маунт-Вернона — поместья Джорджа Вашингтона в Виргинии. Во время Американской войны за независимость в округе произошло несколько важных сражений. Церковь св. Павла (1761), приспособленная английскими военными под госпиталь, ныне объявлена памятником национального значения.
На 1970 год в городе проживало 73 тыс. жителей, из них в промышленности были заняты 10 тыс. человек.

## Экономика
- Швейная промышленность
- Химическая промышленность
- Пищевая промышленность
- Производство бытовой техники
- Нефтехранилище